# Península de Atasta
Se conoce con el nombre de península de Atasta a una porción de tierra alargada que se detiene frente a la Isla del Carmen, en la parte suroeste de la isla de este nombre.
Se sitúa en el suroeste de la república mexicana en el estado de Campeche, colinda con la isla del Carmen con la cual se comunica a través del puente El Zacatal. La llamada península de Atasta está recorrida de oeste a este por la carretera federal 180 que entra al Estado de Campeche en el poblado conocido con el nombre de Campechito y recorre los poblados de Nuevo Progreso, San Antonio Cárdenas, Atasta, Puerto Rico, Punta Xicalango y finalmente Punta Zacatal, en la punta de dicha Península precisamente frente al puerto del Carmen entre las cuales se encuentra la boca de entrada al mencionado puerto.
Atasta pertenece al estado de Campeche y al municipio de Carmen y a través de esta Península se tiene comunicación rápida con el resto de la república mexicana.
Dentro de la penìnsula de Atasta se encuentra la Laguna de Atasta que desemboca a la Laguna de Términos.

## Moradores
- Sosa S.F. 1984. Datos para la historia del Carmen. H. Ayuntamiento del Carmen, Campeche, México. 137p

- Datos: Q6071568